# Stocznia Wisła
Stocznia WISŁA – stocznia produkująca jednostki pływające i konstrukcje stalowe, mieszcząca się w gdańskiej dzielnicy Krakowiec-Górki Zachodnie.

## Historia
Zalążkiem stoczni była powstała w 1889 baza remontowa lodołamaczy wiślanych.
W latach 70. XX w. i 80. XX w. stocznia wyspecjalizowała się w budowie holowników, statków ratowniczych dla PRO i katamaranów dla Żeglugi Gdańskiej.
Obecna Stocznia WISŁA Sp. z o.o. jest nowo powstałym przedsiębiorstwem z 1994, które kontynuuje produkcję na obszarze starej stoczni. Aktualna produkcja to trawlery, krewetkowce, motorówki i konstrukcje stalowe. W początkach działalności Stocznia wyspecjalizowała się w budowie gotowych nadbudówek i sekcji, których głównym odbiorcą stała się niemiecka stocznia J.J. Sietas KG z Hamburga.
W 2007 w stoczni oddano do użytku nowy Zakład Budowy Sekcji (obecnie pod nazwą Zakład Budowy Sekcji i Kadłubów) i ponton pełnomorski. Część programu inwestycyjnego – nowa suwnica bramowa została oddana do eksploatacji w sierpniu 2006.
Obecnie Stocznia WISŁA produkuje gotowe jednostki, kadłuby jednostek oraz moduły okrętowe, przeznaczone głównie dla Stoczni Grupy MEYER NEPTUN, zrzeszającej Stocznie MEYER WERFT, MEYER TURKU i NEPTUN WERFT.
W październiku 2019 Stocznia WISŁA zbudowała największą konstrukcję w swojej historii – częściowo wyposażony kadłub jednostki rybackiej typu longliner (do połowu sznurami haczykowatymi) o długości całkowitej 63 metry, i masie do wodowania (z ramą i podporami) ponad 1.600 ton, przeznaczony dla armatora norweskiego.